# Kelsang Döndrub
Kelsang Döndrub (1 juli 1957) is een Tibetaans oud-voetballer en anno 2008 bondscoach (manager) van het Tibetaans voetbalelftal en uitvoerend secretaris van de Tibetaanse voetbalbond.
Döndrub leidde en begeleidde het elftal van Tibet tijdens de Europese tour in 2008, waarbij het Nederland aandeed en voetbalde tegen de VDL-Maassluis, RKVV Jeka en gastclub MVV '27.